# Universidad de Ōita
Universidad de Ōita (大分大学 Ōita daigaku?) es una universidad ubicada en Ōita, Japón. 
Los orígenes de esta universidad se remontan a una escuela fundada en 1921. Posteriormente sería reconocida como una universidad en 1949.